# Megaphrynium macrostachyum
Megaphrynium macrostachyum är en strimbladsväxtart som först beskrevs av Karl Moritz Schumann, och fick sitt nu gällande namn av Milne-redh. Megaphrynium macrostachyum ingår i släktet Megaphrynium och familjen strimbladsväxter. Inga underarter finns listade.